# Awaous stamineus
Awaous stamineus é uma espécie de peixe da família Gobiidae.
É endémica dos Estados Unidos da América.